# Stadio Pierluigi Penzo
Das Stadio Pierluigi Penzo oder Stadio Pier Luigi Penzo ist ein Fußballstadion in der italienischen Stadt Venedig. Es ist die Heimspielstätte des Fußballvereins FC Venedig. Gebaut und eröffnet wurde es 1913 und seitdem mehrmals renoviert. Derzeit bietet die Anlage 11.150 Plätze.

## Geschichte
Benannt ist es nach Pier Luigi Penzo, einem Piloten im Ersten Weltkrieg. Es ist das, nach dem 1911 eingeweihten Stadio Luigi Ferraris in Genua, zweitälteste Stadion eines italienischen Profivereins. Im Jahr 1966 kamen zu einem Spiel von Venedig gegen den AC Mailand die Rekordbesucherzahl von 26.000 Zuschauern ins Stadion.
Es gab wiederholt Ideen, die über 100 Jahre alte Spielstätte durch einen modernen Neubau zu ersetzen. Zuletzt stellten 2018 Venedigs Bürgermeister Luigi Brugnaro und Clubpräsident Joe Tacopina Pläne für einen Neubau vor. Diese Ideen konnten jedoch nie realisiert werden.
Nach dem Aufstieg des FC Venedig in die Serie A 2021/22, spielte das Team bis zum sechsten Spieltag im Stadio Paolo Mazza in Ferrara, während das Stadio Pierluigi Penzo an die neuen Auflagen der Serie A angepasst wurde. Seitdem bietet die Anlage 11.150 Plätze.